# Wieńczysław
Wieńczysław – słowiańskie imię męskie utworzone w czasach nowszych; jego zapisy pojawiają się dopiero w XVIII wieku. Prawdopodobnie powstało przez analogię do imion staropolskich i miało oznaczać „ten, którego wieńczy sława”. Inną hipotezą jest powstanie tego imienia w wyniku specyficznego odczytania imienia Więcesław, być może za pośrednictwem języków wschodniosłowiańskich (Wiaczesław).
Wieńczysław imieniny obchodzi: 25 marca.
Znane osoby noszące imię Wieńczysław:
- Wieńczysław Gliński – aktor

Postacie literackie:
- Wieńczysław Nieszczególny – bohater książek Edmunda Niziurskiego

Żeński odpowiednik: Wieńczysława